# 滝裕可里
滝 裕可里（たき ゆかり、1987年10月14日 - ）は、日本の女優、タレントである。大阪府出身。

## 略歴
小学生から中学生にかけて「キャレスボーカル&ダンススクール大阪校」に通いレッスンを受ける。
13歳でライジングプロダクションにスカウトされた2001年、映画『Star Light』で主演デビュー。また、同年12月のファッション雑誌『ラブベリー』創刊時から専属モデルとして活躍。2005年4月号で河辺千恵子、沢井美優、小田瑞穂らと共に卒業した。
2019年5月8日に一般男性との結婚を発表した。
2023年6月6日付で所属事務所ライジングプロダクションを退社。

## 人物
- 兄が1人いる[7]。
- 趣味はイルカのグッズを集めること。写真集撮影の際、本物のイルカと2ショットを撮ることが出来て、すごく嬉しかったという[8]。また、カメラや写真は自身でフィルムを現像するなど本格派で、ブログでも紹介している。
- 特技は水泳、フィギュアスケート、着付け。5歳のころからフィギュアスケートを習い、織田信成も通っていたリンクでよく練習していた[9]。
- ロックバンド「ねごと」の藤咲佑[10]や、「Silent Siren」の山内あいな[11]、シンガーソングライターの宇宙まおなど音楽業界の人物とも交流が深く、ライブや音楽フェスにも参戦することが多い。また、緑友利恵[12]や松井絵里奈[13]とも仲が良く、ブログにも度々登場する。

## 出演

### 映画
- Star Light（2001年） - 高階郁子 役
- 十七歳（2002年） - 井沢路望 役
- 棒たおし!（2003年） - 高山美樹 役
- ミラーを拭く男（2003年） - 真下加奈 役
- 天使がくれたもの（2007年） - 木村幹 役
- 華鬼（2009年） - 江島四季子 役
- 益子日和（2012年） - 松本千尋 役
- 僕等がいた（2012年） - たかちゃん 役
- 宇宙刑事ギャバン THE MOVIE（2012年） - 河井衣月 役
- スープ〜生まれ変わりの物語〜（2012年）
- 疾風・虹丸組（2014年） - 松平ミキ 役
- 劇場版 ウルトラマンギンガS 決戦!ウルトラ10勇士!!（2015年） - 杉田アリサ 役
- 呪怨 -ザ・ファイナル-（2015年） - カラオケ店員のあずき 役
- 団地（2016年） - 北 役
- 仮面ライダーシリーズ
  - 仮面ライダー平成ジェネレーションズ FINAL ビルド&エグゼイドwithレジェンドライダー（2017年） - 滝川紗羽 役
  - 劇場版 仮面ライダービルド Be The One（2018年） - 滝川紗羽 役[14]
- 怪猫狂騒曲（2022年） - お豊の方 役[15]

### テレビドラマ
- 歓迎!ダンジキ御一行様（2001年、日本テレビ） - 長谷川藍 役
- ナースのお仕事4 第8話（2002年、フジテレビ） - 小谷美香 役
- 連続テレビ小説（NHK総合）
  - 「てるてる家族」（2003年） - 岩田春子（少女時代） 役
  - 「瞳」（2008年） - カズ 役
  - 「べっぴんさん」（2016年 - 2017年） - 高西（小山）悦子 役
- 御宿かわせみ〜第二章〜 第12話（2004年6月25日、NHK） - お三重 役
- 天国のスープ（2008年10月19日、WOWOW） - OL 役
- 金曜プレステージ（フジテレビ）
  - 「奥様は警視総監4」（2009年）
  - 「執着〜捜査一課・澤村慶司2」（2014年3月7日） - 松井彩理 役
- 月曜ゴールデン「浅見光彦シリーズ27 斎王の葬列」（2009年、TBS） - 夏岡頼子（回想シーン）役
- ギネ 産婦人科の女たち（2009年、日本テレビ） - 洪春瑛 役
- サラリーマン金太郎2（2010年、テレビ朝日） - 磯部亜美 役
- 日曜ナイトドラマ「女帝 薫子」（2010年4月 - 6月、テレビ朝日） - ホステス・杏子 役
- クローン ベイビー（2010年10月 - 12月、TBS） - 葛飾マリカ 役
- 花のズボラ飯 第2話（2012年11月1日、毎日放送） - カップル 役
- 夜行観覧車 第4 - 6話（2013年2月8日 - 22日、TBS） - 野上明里 役
- 土曜ドラマ「ご縁ハンター」（2013年4月、NHK） - 奥村かな子 役
- リミット（2013年7月 - 9月、テレビ東京） - 今野遥 役
- 花咲くあした（2014年1月5日 - 2月23日、NHK BSプレミアム） - 平山紗英 役
- 夜のせんせい（2014年1月17日 - 3月21日、TBS） - 神戸優奈 役
- ウルトラシリーズ
  - ウルトラマンギンガS（2014年7月15日 - 12月23日、テレビ東京） - 杉田アリサ 役
  - 新ウルトラマン列伝 第90 - 103話（2015年3月24日 - 6月23日、テレビ東京） - 杉田アリサ 役
  - ウルトラマンX 第13・14話（2015年10月13日・20日、テレビ東京） - 杉田アリサ 役
- ○○妻 第8・9話（2015年3月4日・11日、日本テレビ）
- 土曜ワイド劇場「新・棟居刑事シリーズ8」（2015年3月14日、テレビ朝日） - 木原早苗 役
- 予告犯 -THE PAIN- 第3話（2015年6月21日、WOWOW） - 麻友 役
- 花咲舞が黙ってない 第5話（2015年8月5日、日本テレビ） - 美優 役
- 仮面ライダーシリーズ（テレビ朝日）
  - 仮面ライダーゴースト 第3話（2015年10月18日） - 白瀬マリ 役
  - 仮面ライダービルド（2017年9月3日 - 2018年8月26日） - 滝川紗羽 役
- よろず屋ジョニー 第2話（2015年11月27日、フジテレビONE TWO NEXT）
- 大阪環状線 ひと駅ごとの愛物語 第1話（2016年1月13日、関西テレビ） - 琴美 役
- 正義のセ 第3・6話（2018年4月25日・5月16日、日本テレビ） - 朋美 役
- 日本ボロ宿紀行 第9話（2019年3月23日、テレビ東京） - 北野愛子 役
- フジテレビ開局60周年特別企画スペシャルドラマ 大奥 最終章（2019年3月25日、フジテレビ） - 千代 役
- 騎士竜戦隊リュウソウジャー 第19話（2019年7月28日、テレビ朝日）[16] - 飯村美佐子 役[17]
- ランチ合コン探偵 〜恋とグルメと謎解きと〜 第3話（2020年1月23日、読売テレビ・日本テレビ系） - 謎の美女 / 高木理恵 役
- 捜査会議はリビングで おかわり! 第1回 - 第5回（2020年2月2日 - 3月1日、NHK BSプレミアム） - 笹本しおり 役
- 刑事7人 Season8 第5話（2022年8月10日、テレビ朝日） - 菅井真美 役
- 合理的にあり得ない 〜探偵・上水流涼子の解明〜 第7話（2023年5月29日、関西テレビ・フジテレビ） - 赤西 役

### オリジナルビデオ
- 仮面ライダーW RETURNS 仮面ライダーアクセル（2011年、東映） - 葛木葵 役
- ビルド NEW WORLD（2019年、東映） - 滝川紗羽 役
  - ビルド NEW WORLD 仮面ライダークローズ[18]
  - ビルド NEW WORLD 仮面ライダーグリス[19]

### 配信ドラマ
- 借金カノジョ2 1000のラプソディ（2008年、VISION CAST） - 夏目みのり 役
- スマイルタウン 平野町（2017年） - ワカバ 役[20]
- 仮面ライダーシリーズ
  - 仮面ライダージャンヌ&仮面ライダーアギレラ withガールズリミックス 第2話・第3話（2022年8月21日・9月11日、東映特撮ファンクラブ） - 滝川紗羽 役[21]
  - 仮面ライダーマジェード withガールズリミックス（2025年5月11日、東映特撮ファンクラブ） - 滝川紗羽 役[22]

### バラエティ・情報番組等
- ハピくるっ!（2011年 - 2015年、関西テレビ） - 「トレン女通信」リポーター（不定期）
- せやねん!（2012年、毎日放送） - 瀬谷ねん子としてVTR出演（不定期）

### 舞台
- 劇団た組公演『博士の愛した数式』（2015年12月、ウエストエンドスタジオ） - 私 役

### CM
- ロッテ ドルセ・デ・レチェ（2001年）
- チョーヤ梅酒 ウメッシュゼリー
  - 「テクノポップ」篇（2009年）
  - 「ふってふって!」篇（2010年）
- 興和 ウナコーワジェル（2010年）
- 興和 コルゲン鼻炎ジェルカプセル（2011年・2013年・2015年・2016年）
- しまむら ファイバードライ 「クローゼット」篇（2012年4月24日）
- 興和 コルゲン鼻炎フィルム（2013年・2015年）
- 興和 エルペイン コーワ（2017年、2020年-）
- ライフネット生命保険（2018年）

## 作品

### 映像作品
- Thank You（2010年4月、ワニブックス）

## 書籍

### 雑誌
- ラブベリー（徳間書店） - 専属モデル（2001年 - 2005年）

### 写真集
- n.T.m.Y.〜nice to meet you（2010年2月14日、ワニブックス、撮影：根本好伸）ISBN 978-4847042546

### デジタル写真集
- Sweet Inspiration（2024年9月17日、集英社）[23]